# Handball aux Jeux méditerranéens de 1979
Navigation
Alger 1975 Casablanca 1983
Les compétitions de handball aux Jeux méditerranéens de 1979 se sont déroulées du 18 au 30 septembre 1979 à Split en Yougoslavie .
À domicile, la Yougoslavie remporte les deux tournois masculin et féminin.

## Modalités
La compétition de handball est composée d'un tournoi masculin et d'un tournoi féminin.

## Tournoi masculin

### Phase de groupes
Les résultats de la phase de groupe sont,, :
|   | Équipe      | Pts | J | G | N | P | Bp  | Bc | Diff |
| - | ----------- | --- | - | - | - | - | --- | -- | ---- |
| 1 | Yougoslavie | 6   | 3 | 3 | 0 | 0 | 103 | 37 | 66   |
| 2 | Italie      | 4   | 3 | 2 | 0 | 1 | 64  | 75 | -11  |
| 3 | Égypte      | 2   | 3 | 1 | 0 | 2 | 66  | 81 | -15  |
| 4 | Turquie     | 0   | 3 | 0 | 0 | 3 | 55  | 95 | -40  |

| Équipe 1    | Score   | Équipe 2 |                   |
| ----------- | ------- | -------- | ----------------- |
| Yougoslavie | 36 – 11 | Italie   | 20 septembre 1979 |
| Égypte      | 31 – 25 | Turquie  | 20 septembre 1979 |
| Yougoslavie | 36 – 12 | Turquie  | 21 septembre 1979 |
| Italie      | 25 – 21 | Égypte   | 21 septembre 1979 |
| Italie      | 28 – 18 | Turquie  | 23 septembre 1979 |
| Yougoslavie | 31 – 14 | Égypte   | 23 septembre 1979 |

|   | Équipe  | Pts | J | G | N | P | Bp | Bc | Diff |
| - | ------- | --- | - | - | - | - | -- | -- | ---- |
| 1 | Tunisie | 2   | 2 | 1 | 0 | 1 | 45 | 40 | 5    |
| 2 | France  | 2   | 2 | 1 | 0 | 1 | 40 | 41 | -1   |
| 3 | Algérie | 2   | 2 | 1 | 0 | 1 | 41 | 45 | -4   |

| Équipe 1 | Score   | Équipe 2 |                   |
| -------- | ------- | -------- | ----------------- |
| France   | 28 – 23 | Algérie  | 20 septembre 1979 |
| Algérie  | 18 – 17 | Tunisie  | 21 septembre 1979 |
| Tunisie  | 28 – 22 | France   | 23 septembre 1979 |

### Phase finale
Les résultats de la phase finale sont, :
|  | Demi-finales      | Demi-finales      |                        |    | Finale            | Finale            |
|  | Demi-finales      | Demi-finales      |                        |    | Finale            | Finale            |
|  |                   |                   |                        |    |                   |                   |
|  | 25 septembre 1979 | 25 septembre 1979 |                        |    | 27 septembre 1979 | 27 septembre 1979 |
|  | 25 septembre 1979 | 25 septembre 1979 |                        |    | 27 septembre 1979 | 27 septembre 1979 |
|  | Yougoslavie       | 22                |                        |    | 27 septembre 1979 | 27 septembre 1979 |
|  | Yougoslavie       | 22                |                        |    | 27 septembre 1979 | 27 septembre 1979 |
|  | France            | 16                |                        |    | 27 septembre 1979 | 27 septembre 1979 |
|  | France            | 16                | Yougoslavie            | 31 |                   |                   |
|  | 25 septembre 1979 |                   | Yougoslavie            | 31 |                   |                   |
|  |                   | Italie            | 9                      |    |                   |                   |
|  | Italie            | Italie            | 9                      | 20 |                   |                   |
|  | Italie            |                   |                        | 20 |                   |                   |
|  | Tunisie           | 19                |                        |    |                   |                   |
|  | Tunisie           | 19                | Match pour la 3e place |    |                   |                   |
|  |                   |                   |                        |    |                   |                   |
|  | 27 septembre 1979 |                   |                        |    |                   |                   |
|  |                   |                   |                        |    |                   |                   |
|  | France            | 18                |                        |    |                   |                   |
|  | France            | 18                |                        |    |                   |                   |
|  | Tunisie           | 25                |                        |    |                   |                   |
|  | Tunisie           | 25                |                        |    |                   |                   |

- 25 septembre 1979 - Match pour la classement -  Algérie 27-18  Turquie[5]
- 27 septembre 1979 - Match pour la 5e place -  Égypte 10-0  Algérie

### Classement final
Le classement final est :
| Rang                                    | Équipe      |
| --------------------------------------- | ----------- |
| Médaille d'or, Jeux méditerranéens      | Yougoslavie |
| Médaille d'argent, Jeux méditerranéens  | Italie      |
| Médaille de bronze, Jeux méditerranéens | Tunisie     |
| 4                                       | France      |
| 5                                       | Égypte      |
| 6                                       | Algérie     |
| 7                                       | Turquie     |

### Effectifs des équipes sur le podium

#### Équipe de Yougoslavie, médaille d'or
Parmi les joueurs, on trouve :
- Adnan Dizdar (en)
- Momir Rnić
- Spaso Janjić
- Drago Jovović (en)
- Radisav Pavićević (en)
- Željko Zovko (hr)
- Zdravko Rađenović (en)
- Radivoj Krivokapić (en)
- Velibor Nenadić (en)
- Željko Vidaković (hr)
- Rusmir Delahmetović
- Zoran Jovanović
- Pavle Jurina (en)[8]
- Zdravko Zovko[8]

Entraîneur
- Jezdimir Stanković (hr)

## Tournoi féminin

### Résultats
Parmi les résultats, on trouve,
- 23 septembre 1979 :
  -  Italie bat  Algérie 18 à 16 ;
  -  Yougoslavie bat  Espagne 24 à 8[10] ;
- 25 septembre 1979 :
  -  Yougoslavie bat  Algérie 29 à 6[11] ;
  -  Espagne bat  Italie 20 à 10 ;
- 27 septembre 1979 :
  -  Espagne bat  Algérie 14 à 9 ;
  -  Yougoslavie bat  Italie 31 à 9 ;

### Classement final
Le classement final est :
| Rang                                    | Équipe      |
| --------------------------------------- | ----------- |
| Médaille d'or, Jeux méditerranéens      | Yougoslavie |
| Médaille d'argent, Jeux méditerranéens  | Espagne     |
| Médaille de bronze, Jeux méditerranéens | Italie      |
| 4                                       | Algérie     |

### Effectifs des équipes sur le podium

#### Équipe de Yougoslavie, médaille d'or
Parmi les joueuses, on trouve,, :
- 0? - Vesna Radović (en)
- 0? - Vesna Milošević (en)
- 01 - Ana Titlić (en)
- 0? - Milenka Sladić
- 03 - Zorica Pavićević (en)
- 05 - Nadežda Stanojević (sr)
- 0? - Svetlana Kitić
- 0? - Biserka Višnjić
- 0? - Katica Ileš (en)
- 02 - Radmila Todorović (sr)
- 0? - Zorica Vojinović (en)
- 0? - Mirjana Ognjenović
- 0? - Zdenka Leutar
- 0? - Dragica Mijač

Entraîneur
- Josip Samaržija (hr)

#### Équipe d'Espagne, médaille d'argent
Parmi les joueuses, on trouve,,, :
- 01 - Maria del Carmen Celarain
- 02 - Maria Dolores Nondedeu
- 03 - Maria del Carmen Rams
- 04 - Mercedes Fuertes Valmaña
- 05 - Angeles Casafont
- 06 - Cristina Mayo
- 07 - Luisa Martín
- 08 - Ana Toledano
- 0? - Vicenta Cano
- 0? - María Angeles Capilla
- 0? - Carmen García
- 0? - Rosa García Gómez
- 0? - Lydia Pena
- 0? - Sagrario Santana Alberdi

#### Équipe d'Italie, médaille de bronze
Parmi les joueuses, on trouve :
- 01 - Angela Cesari
- 02 - Giuliana Arduini
- 03 - Elena Torboli
- 04 - Cinzia Signoretti
- 05 - Simona Maestri
- 06 - Ingrid Mittelberger
- 07 - Patrizia Bona
- 08 - Tiziana Anzidei

#### Équipe d'Algérie, quatrième
Parmi les joueuses, on trouve :
- 01 - Rachida Habili
- 02 - Wahiba Zidani
- 03 - Djamila Naili
- 04 - Zhor Guidouche
- 05 - Nacera Guerfa
- 06 - Soraya Amalou
- 07 - Noura Saned
- 08 - Salima Benhamouda